# Just (singel Radiohead)
Just – singiel angielskiej grupy Radiohead z jej drugiego albumu The Bends. Singiel wydano 7 sierpnia 1995 roku. Uplasował się na 19. pozycji na UK Singles Chart, a na Modern Rock Tracks dotarł do 37. miejsca. Magazyn muzyczny NME umieścił utwór na 34. miejscu listy 50 Greatest Indie Anthems Ever.
Covery utworu nagrali zespół ska punk Streetlight Manifesto, Mark Ronson (31. lokata na brytyjskiej liście przebojów), a remiks stworzył DJ Premier. Thom Yorke opisał "Just" jako rywalizację na gitary przez niego i Jonny'ego Greenwooda, ponieważ utwór zawiera kilka agresywnych gitarowych solówek.

## Teledysk
W wyreżyserowanym przez Jamiego Thravresa (jego debiutanckim) teledysku przeplatają się fragmenty z Radiohead grającym utwór w pewnym budynku oraz z ludźmi na ulicy przed tym budynkiem. Tam pewien ubrany w garnitur mężczyzna w średnim wieku upada na chodnik. Wokół niego zbierają się ludzie. Podawana w napisach rozmowa między nimi a leżącym człowiekiem dochodzi do momentu, w którym mężczyzna nie chce powiedzieć, dlaczego nie ma zamiaru wstać. Zmuszony do tego przez oficera policji (choć wyraźnie niechętny), wypowiada to (te) słowa, niepodane w napisach. Kolejne ujęcie na ulicę pokazuje tego człowieka wraz z tłumem gapiów leżących na boku na chodniku.

## Lista utworów

### CD 1 / 12"
1. "Just" – 3:54
2. "Planet Telex" (Karma Sunra mix) – 5:23
3. "Killer Cars" (Mogadon version) – 3:50

### CD 2
1. "Just" – 3:54
2. "Bones" (Live) – 3:14
3. "Planet Telex" (Live) – 4:07
4. "Anyone Can Play Guitar" (Live) – 3:40